# Fort Boyard (Franse spelshow)
Fort Boyard is de originele Franse, maar ook internationale avonturen-spelshow die sinds 1990 wordt gehouden op en om het gelijknamige fort aan de westkust van Frankrijk dat midden in zee staat. Op Nederlandse kaarten uit de 17e eeuw werd de naam Banjaard gebruikt voor de zandbank waar het op staat. In eerste instantie was de naam Les clés de Fort Boyard. Er zijn al meer dan 30 landen één of meerdere seizoenen op het fort geweest.

## Historie
Nadat het fort in 1913 zijn militaire functie verloor, trad algauw het verval in. Er kwamen wel veel voorstellen voor een nieuwe bestemming, maar daar kwam niks van terecht. De herstelkosten en de bereikbaarheid waren een obstakel. Wel werd het soms als filmlocatie gebruikt, en het was vrij toegankelijk.
In 1986 waren drie tv-makers op zoek naar een locatie voor een nieuwe spelshow, gebaseerd op het spel Dungeons & Dragons. Een van hen was al eens op het fort geweest en herinnerde zich dat. Na een nieuw bezoek in 1987 constateren ze dat dit de ideale locatie is, ondanks de puinhoop die ze aantreffen en de vele aanpassingen die nodig zijn.
In 1988 werd getracht om eigenaar van het fort te worden. Een Belgische tandarts had het in een opwelling gekocht om er een restaurant van te maken, maar de kosten zijn te hoog voor hem. Toch kost het nog veel moeite om hem tot verkopen te overhalen. Uiteindelijk wordt het verkocht voor 1,5 miljoen frank; ongeveer 229.000 euro. Daarna wordt geschat wat de gigantische restauratie en aanpassing gaat kosten. Daar hoort bijvoorbeeld ook de aanleg van elektriciteit bij. Het productiebedrijf lijkt het daarom beter om het aan het departement Charente-Maritime te verkopen, en dat zij het fort na de werkzaamheden aan hen verhuren. Het departement stemt in en koopt het fort voor 1 symbolische frank. Zij zullen ook het onderhoud verzorgen. Daarna is er ongeveer 3 miljoen euro aan besteed.
Vanaf 1989 vindt het herstel plaats. De binnenplaats, bijna onbegaanbaar door puin, wordt opgeruimd. 700 kubieke meter afval wordt afgevoerd naar het vaste land. Er wordt gerestaureerd, een laag van 50 centimeter vogelpoep verwijderd, en er wordt van alles bijgebouwd om het programma mogelijk te maken. Om de binnenplaats heen bijvoorbeeld wordt een balustrade gebouwd in bijpassende stijl, om zo de eerste etage beter bereikbaar te maken. In november maakt het weer doorwerken onmogelijk, en in voorjaar 1990 gaat men daarom verder. In april is de heropening, maar de inrichting duurt nog tot juni. De uitkijktoren wordt herbouwd. Er is amper tijd om alles te testen en voor de acteurs om te oefenen. Tot in 2005 zijn er verdere restauratie-periodes, waarbij zo ongeveer iedere steen behandeld wordt. Alleen al in 1998/99 zijn daarvoor bijna 6000 helikopter vluchten nodig. Ook in bijna alle jaren daarna is er regelmatig vervanging nodig van bepaalde delen, vooral als gevolg van het zeewater. In 2021-22 zijn de loopbruggen rondom de binnenplaats vervangen; herstel van de golfbreker is gepland, evenals een onderzeese elektriciteitskabel, zodat er geen generatoren meer nodig zijn. 
30 juni 1990 is een historische dag; de eerste aflevering wordt opgenomen. Slechts 7 dagen later, op 7 juli, is de eerste uitzending. Dan zal blijken of het de investeringen waard geweest is. Al snel blijkt het een gouden greep te zijn, en internationaal is er ook meteen belangstelling. Daar is ook op gerekend, en Nederland is één van de eerste landen die meedoet, nog in 1990. Sindsdien is het fort niet meer openbaar toegankelijk.
De deelnemers en alle medewerkers en veel materialen worden per schip overgebracht. De oorspronkelijke toegangstrap in zee is echter niet altijd bruikbaar, en wordt daarom niet gebruikt. In plaats daarvan is er in 1989 een booreiland geplaatst, wat in 2015 vervangen werd door een nieuwe. Deze heet Banjaert. Vanaf het schip wordt alles en iedereen opgehesen tot op het booreiland. Vanaf het booreiland leidt een loopbrug het fort in. Deze kant van het fort is weinig te zien in de uitzendingen, maar wel in documentaires en kijkjes achter de schermen. Door het internationale succes werd het fort net zo bekend als de Eiffeltoren. Het werd uitgezonden op Antenne 2. Sinds 1992 wordt het uitgezonden door France 2, de nieuwe naam van Antenne 2. In het 33e seizoen (2022) waren er tot 16 miljoen Franse kijkers. Het is het beroemdste fort ter wereld.Het is het meest geëxporteerde televisie-format van Frankrijk en de vierde ter wereld. Er zijn allerlei artikelen te koop van het spelprogramma, waaronder videogames.
De Franse presentatie was in handen van:
- Patrice Laffont (1990-1999)
- Jean-Pierre Castaldi (2000-2002),
- en Olivier Minne (sinds 2003).

Minne werd hierbij geassisteerd door Maria Talon, Sophie Devant, Valerie Pascale, Cendrine Dominguez, Sarah Lelouch, en Anne-Gaelle Riccio. Sinds 2009 presenteert Olivier Minne alleen. Hij is dus het langst presentator; maar hij heeft een veel langere "relatie" met het programma: als omroeper kondigde hij de allereerste uitzending aan, en in 1995 en 1997 was hij deelnemer op het fort. In 2007 was hij deelnemer in de Belgische versie.
Daarnaast waren of zijn er nog talloze buitenlandse presentatoren.

## Principe van het spel
In de meeste gevallen gaat het er om om een opdracht/uitdaging uit te voeren in één van de 66 cellen. Slaagt dat, dan bemachtigd de deelnemer een sleutel die in de cel aanwezig is of ergens tevoorschijn komt. Soms gaan er twee deelnemers naar binnen. Met de verzamelde sleutels kan uiteindelijk de schatkamer geopend worden (in eerste instantie waren dit schatkisten). Het aantal benodigde sleutels is diverse keren gewijzigd. De schat bestaat uit Boyard-munten, die meestal in gewoon geld omgezet worden, en dat bedrag schenken de deelnemers meestal aan een goed doel. Er zijn echter talloze varianten, afhankelijk van het seizoen en het deelnemende land. De meeste (Franse) seizoenen doen er alleen bekende Franse deelnemers mee. Ook zijn of waren er opdrachten buiten de cellen, zoals op of boven de binnenplaats, onder water, aan de buitenkant, in de toren, in de kelder, en op zee.
Er zijn relatief eenvoudige opdrachten zoals raadsels oplossen, maar vele zijn fysiek zeer zwaar, bijna onmogelijk, en lukken dan ook maar zelden. En het moet ook nog binnen een bepaalde tijd gebeuren; meestal ongeveer drie minuten. De totale speeltijd (die varieert per seizoen) voor alle opdrachten samen staat dan stil.  Een clepsydra aan de buitenkant geeft de tijd aan. Er zit meestal blauwe vloeistof in. Echter, als er rode vloeistof in zit, dan loopt de totaal-speeltijd wel gewoon door. Bovendien verschijnt de tijd ook af en toe in beeld, digitaal of analoog. Ook de speeltijden kunnen veranderen. Is al het blauwe 'water' doorgelopen en de deelnemer of één van de twee deelnemers niet op tijd uit de cel, dan gaat de grendel er op. Soms is de te winnen sleutel noodzakelijk om buiten te komen. Lukt dat niet, dan zit de deelnemer dus ook vast. Tevens kan het voorkomen dat een sleutel moet worden gepakt zonder de vloer te raken. In dat geval gaat als de vloer toch wordt geraakt een alarm af in de cel, valt de deur direct in het slot en zit de deelnemer eveneens vast. Hierna worden zulke deelnemers overgebracht naar de gevangenis, terwijl de anderen verder gaan. Hoe meer gevangenen, hoe minder mogelijkheden een groep heeft. Vooral een sterk persoon kan dan een groot gemis zijn. Als er drie gevangenen zijn en het grootste deel van het team dus vastzit wordt verder gaan wel lastig, maar dat komt weinig voor. Tot 2013 werd iemand die te laat was uit de cel gehaald en naar de gevangenis gebracht door een 'kogelronde' cipier, die dan ook 'La Boule' heette; na zijn overlijden kwam er geen vervangende cipier; die taak wordt nu uitgevoerd door 'de sterke man' die het soms ook opneemt tegen één of twee deelnemers, bijvoorbeeld bij het moddergevecht. In de loop der jaren zijn er diverse sterke mannen geweest.
Aanvankelijk duurde het programma minder dan een uur. Later werd het echter steeds langer, vooral de Franse afleveringen. Er werd onder andere een tweede deel toegevoegd, waarin geen sleutels maar kokers met aanwijzingen moeten worden bemachtigd. Vaak is daar een cijfercode voor nodig. Met die aanwijzingen moet later in de schatkamer het codewoord gevonden worden. Alleen als dat goed is komt het geld tevoorschijn. Ook hier heeft iedere uitdaging een tijdslimiet. Als de tijd om is ontploft de aanwijzing. De totale speelduur van dit deel is wel veel korter. Zijn de aanwijzingen onvoldoende, dan kùnnen er aanwijzingen bij "gekocht" worden; maar zoals steeds: niets voor niets; iedere extra tip zet één deelnemer vast; die kan dus geen munten verzamelen. Één tip in totaal kàn in principe genoeg zijn, maar het gebeurt echter ook dat de deelnemers ondanks wel vijf tips toch niet op het codewoord kunnen komen, en de schatkamer daardoor niet eens kunnen betreden. In dat geval winnen ze dus niets, of eventueel een 'troostprijs'.
De Franse uitzendingen liepen op tot ongeveer twee uur en een kwartier, zonder onderbreking. Soms was er voor de deelnemers wel een soort van onderbreking in de vorm van een overnachting. Maar ze moesten niet denken dat ze de hele nacht rustig konden slapen......
Behalve deze periodes in het donker zijn er incidenteel afleveringen gemaakt die integraal in het donker werden opgenomen, bij het licht van vele fakkels. Bijvoorbeeld ter gelegenheid van Halloween of Kerstmis.
Meestal speelt één groep deelnemers per aflevering, maar desgewenst is alles aan te passen en is een duel-vorm ook mogelijk; sommige opdrachten zijn dan aangepast voor twee personen in plaats van één. Drie landen tegen elkaar is ook al geweest. In de Nederlandse versie van 2011-2014 speelden zelfs 6 teams tegen elkaar, zij het niet allemaal tegelijk(2 poules van 3 teams). De deelnemers waren bekende Nederlanders; zij speelden niet voor een goed doel, er was alleen een beker(Fort Boyard-trofee) te winnen. In deze versie werden net als in de Franse afleveringen na 2013 de gevangenen uit de cellen gehaald door 'de sterke man'. In de versie van Fort Boyard Ultimate Challenge namen 6 Amerikaanse en Britse tiener-teams het tegen elkaar op; 2 per aflevering.
Inmiddels hebben ruim 30 landen één of meer seizoenen hun eigen versie gemaakt op het fort; ze maken daarbij gebruik van de Franse technici. Daarnaast zijn er ook landen die de Franse versie uitzonden met ondertiteling. Op televisiezender TV 5 Monde wordt ieder jaar het vorige Franse seizoen herhaald, met ondertiteling, ook in het Nederlands.
Zowel voor als na de eerste restauraties was het exterieur en interieur van het fort decennialang in ongeveer dezelfde sobere "grijze" kleuren. Bijna alle deuren zagen er hetzelfde uit, dus je kon moeilijk herkennen welke uitdaging erachter schuil ging. Wat er in een cel aanwezig is, is heel verschillend. Er kan bijna niets zijn; bijvoorbeeld alleen haken aan het plafond. Maar er kan ook een enorme en unieke constructie staan waar je iets mee moet doen. Maar wàt je moet doen wordt meestal niet verteld. Wel staat er een hint op de celdeur die de deelnemer kan helpen. Een deelnemer kan daardoor zo lang bezig zijn met kijken dat er onvoldoende of geen tijd over is voor de opdracht. Een sleutel is vaak goed zichtbaar,  maar dat houd meestal niet in dat je er makkelijk bij kunt. Als je een sleutel wel erg makkelijk kunt pakken kan het een valstrik zijn. Buitenopdrachten vinden plaats langs de muur van het fort, maar ook op een schip of vlot dat verderop ligt. Om daar te komen worden/werden deelnemers "gelanceerd", soms zelfs met raketten.
Ieder seizoen komen er nieuwe uitdagingen in en buiten de cellen bij, en andere verdwijnen. Het totaal aantal bedraagt daardoor vele tientallen. Sommigen blijven veel seizoenen in gebruik, en worden klassiekers genoemd. Aangepast terugkeren komt ook voor. Er zijn dan ook veel decor-wisselingen, vooral sinds het sobere tijdperk werd vervangen door het kleurrijke tijdperk. Sindsdien is bijvoorbeeld aan de deuren van de cellen juist zéér goed te zien welke opdracht er achter zit. Soms zelfs met een naambord.
Bij iedere nieuwe opdracht wordt die eerst getest door onbekenden; ook vindt er voor een nieuw seizoen een complete proefopname plaats met onbekenden, die nooit uitgezonden wordt. Zo wordt de veiligheid gecontroleerd en blijkt of er aanpassingen nodig zijn. 
De muziek is gecomponeerd door Paul Koulak.

## Personages
Van begin af aan zijn er acteurs aanwezig die voor een "bijpassende" sfeer zorgen. Sommige helpen de deelnemers ook, maar er zijn ook tegenstanders. De belangrijkste zijn Pere Fouras, Passe-Partout en Passe-Muraille. Kenmerk is dat de Passen niet spreken, hoewel daar sinds 2024 in de Franse versie verandering in is gekomen. Passe-Muraille heeft vanaf nu ook regelmatig gesprekken met de andere personages.
Ook van begin af aan doen ze aan mythevorming. Pere Fouras (Vader Fouras)(Fouras = dorp in de buurt) is daarin de spil en zogezegd de bedenker van het spel. Volgens de latere legende is hij geboren in 1815, en dat is hem aan te zien. Decennialang resideerde hij in de toren, en stelde de deelnemers voor raadsels. Bij een goed antwoord kreeg je een sleutel; bij een fout antwoord wierp Pere Fouras de sleutel in zee. Een andere deelnemer mocht hem dan uit zee halen, máár dat ging wel van de speeltijd af. Later verviel dit laatste en borg Pere Fouras de sleutel weer op.
Passe Partout en Passe Muraille zijn twee 'dwergen' die de kandidaten door het doolhof aan gangen leiden en/of de stand en sleutels bijhouden of met nieuwe uitdagingen aankomen. In het verleden was er ook Pas Temps (tijd). Hij hield vooral de tijd bij in de toren. Passe Partout is al sinds 1990 dezelfde acteur. Door hun lage postuur zijn de deelnemers altijd goed te zien, en Passe Partout zorgt ook dat de deelnemers goed in beeld staan. Ook houdt hij de tijd in het oog en schuift de grendel er op als de tijd om is. In sommige buitenlandse reeksen komen deze twee of drie personages niet voor; dat verschilt per land. Vaak is Pere Fouras dan vervangen door iets wat er op lijkt, of juist totaal iets anders; Een zeeman of piraat bijvoorbeeld. Vaak geen "oude wijze man", maar evengoed stellen ze wel raadsels. In de Franse versie had Pere Fouras na decennia de toren verlaten en bood sindsdien zijn raadsels steeds op andere wijze aan. In 2022 keerde hij een seizoen terug in de toren. Sinds 1991 wordt hij bijna alle jaren gespeeld door dezelfde acteur. Pere Fouras vindt het eigenlijk niet zo leuk dat ze zijn geld komen "stelen", en maakt het de deelnemers daarom vaak zo moeilijk mogelijk. Ook bij zijn raadsels worden de deelnemers vaak in onprettige omstandigheden gebracht, waardoor nadenken moeilijk is.

## De Meesters
Sinds 1995 werd de Franse versie uitgebreid met een onderdeel waarbij extra tijd in de schatkamer gewonnen kan worden. De legende werd hiertoe uitgebreid met de Meesters der tijd. Een deelnemer neemt het op tegen één van de mysterieuze meesters in een geheimzinnig vertrek, "de raad" geheten. Hier zijn een soort behendigheids/geheugenspelen, die vaak speciaal ontworpen zijn. Soms is ook kracht nodig. Eerst werd het geleid door de presentator; later werd Pere Fouras de "gastheer" daar. Zelfs als al die uitdagingen gewonnen worden, wat meestal niet zo is, is de maximum tijd voor de schatkamer vier minuten, maar dat wordt vrijwel nooit gehaald. In sommige seizoenen kan je juist ook tijd verliezen; als je faalt in zo'n duel. Ook de meesters spreken niet, en geven ook geen hand. En ze zijn onherkenbaar. 
Vanaf 2006 werden de deelnemers ook enkele seizoenen mentaal zwaar op de proef gesteld, met een extra tussendeel waarin diverse zeer ingewikkelde codes ontcijferd moesten worden. Eén deelnemer moest daartoe in een zwaar duikpak met duikhelm en zuurstof onder water handelingen uitvoeren, en de overigen moesten in een droge ruimte andere handelingen uitvoeren; waarbij ze allemaal moesten samenwerken om te bereiken dat een enorme "diamant" tevoorschijn kwam. In 2007 en 2008 was er een aangepaste versie. Sommige handelingen bevrijden de gevangen, waarna die door krappe gangen met hindernissen moesten kruipen. De bizarste hindernis was wel een lange krappe hangende elastische "buis", in het donker ook nog, waar ze zich doorheen moesten zien te wurmen, waarbij ze soms kleding kwijtraakten. Het deed denken aan een bevalling.

## De schatkamer
De tijd dat de deelnemers voor de schatkamer hebben is echter niet de werkelijke tijd om de munten te verzamelen. Er gaat namelijk tijd verloren door het bedenken en "maken" van de code(in de Nederlandse versie 2011-2014 door het "kopen" van extra sleutels) en het wachten totdat het "geld" valt. En voor de tijd om is moet iedereen weer buiten de schatkamer zijn, wat ook tijd kost. Daardoor blijft er meestal amper één of twee minuten over om het geld te pakken. Desondanks staat het record op €37.118,-(in 2001, omgerekend) Is de code onjuist, dan valt het geld dus niet, en begint het toegangshek te zakken; dan moet je maken dat je uit de schatkamer komt; oorspronkelijk werd de schat namelijk bewaakt door echte tijgers, en die kwamen dan terug. Dan wint de groep dus niets, hoewel het voorgekomen is dat ze als troost toch €3000,- kregen. Ondanks de duidelijke instructie dat je de schatkamer moet verlaten als de bel luidt, is het toch twee keer gebeurd dat een deelnemer te laat was en er niet meer uit kon, terwijl de tijgers losgelaten werden. Dat gebeurde natuurlijk niet echt; het laatste hek bleef nog dicht voor de tijgers, en via een nooduitgang kon hij toch de schatkamer verlaten. Máár op dit 'vergrijp' staat wel de zwaarste straf: al de verzamelde munten verdwijnen in de grond, onherroepelijk. De groep gaat dus met lege handen naar huis. Het laagste behaalde bedrag in één aflevering van een Frans seizoen was €700,- (in 2002)
Al zijn er dus geen tijgers meer, de tijgerkop is nog steeds het symbool van het programma, en die is dus veel te zien. Hij zit ook in het logo van het programma. 
Wat er gebeurt met de gevangenen is ook heel verschillend, ook per land. Gewoon vrijlaten komt voor, of met een tijdstraf, maar ook dat een andere deelnemer de gevangene moet vrijspelen. In de Nederlandse versie 2011-2014 gingen per gevangene 10 munten van de eindscore in de finale af, zodat er minder munten overbleven voor het betreffende team. In sommige seizoenen werd(en) (een) gevangene(n) los gelaten en die moest(en) dan via een verraderlijke hindernisbaan binnen de tijd vrij zien te komen. Is de tijd om, dan gaat er tijd af voor de andere uitdagingen. Ook de hindernissen veranderden per seizoen en stelden de gevangenen voor steeds andere bizarre uitdagingen.
Veel opdrachten zijn niet zonder risico, en het leek dan ook vooral iets voor volwassenen. Maar in 2004 was er voor het eerst één aflevering met uitsluitend kinderen als deelnemers. Ze durfden dikwijls meer en deden het vaak beter dan volwassenen. Later deden er vaker jongeren mee. 
Geleidelijk kwamen er in de Franse versie steeds meer uitdagingen "om je angsten te overwinnen". Dat wil zeggen opdrachten die veel mensen eng of onprettig vinden, zacht uitgedrukt. Zoals bungeejumpen, "koordlopen", smerige dingen eten, een slangenkuil, ondersteboven fietsen op grote hoogte, gelanceerd worden, enzovoorts.
In 2011 werd nog een tussen-onderdeel en een legende toegevoegd; "De rechtbank", bestaande uit één vrouwelijke rechter, Blanche(wit). Zij resideert in een toepasselijke bijna geheel helwitte en "ijzige" omgeving. Eerst komt een sleutel tevoorschijn, daarna gaat een deelnemer naar binnen voor een behendigheidsspel. Blanche is vriendelijk, maar als de deelnemer faalt kent ze geen genade en gaat hij de gevangenis in. Ook kunnen eerdere gevangenen zich bij haar vrijspelen. Maar als dat mislukt ga je net zo hard terug de cel in.
In 2015 bleek Blanche een "duivelse" tweelingzus te hebben: in plaats van ijzig kalm is zij zeer vurig, en heet dan ook Rouge(rood). Zij is een woeste strijder; zij kijkt neer op de deelnemers en daagt ze uit tot fysieke opdrachten tegen haar medestrijders in De Kooi. Ook hier kun je sleutels winnen, maar de gevangenis is hier niet aan de orde. In 2018 en 2019 had ze zelfs zes "duivelse" kinderen als uitdager. Dat was de eerste keer dat er kinderen werkzaam waren op het fort. Ze moesten hiervoor een strenge auditie doen. In 2020 bleef er één kind "achter" op het fort. 
De deelnemers die niet een opdracht-cel in gaan, kunnen meestal wel op een scherm zien wat er binnen gebeurt. Ze kunnen ook aanwijzingen roepen, maar door de dichte deur is communicatie moeilijk. En soms is het zinloos of zelfs verboden, omdat ze bijvoorbeeld binnen een hoofdtelefoon op hebben, of iedereen muisstil moet zijn om de opdracht te laten slagen. 
Ten tijde van de covid-epidemie ging het programma 'gewoon' door, maar in aangepaste vorm. De kandidaten hielden afstand, droegen mondkapjes, en de groep ging niet van cel naar cel. In plaats daarvan ging steeds één kandidaat naar een cel om een opdracht uit te voeren.

## Internationaal succes
Sinds 1990 maakten de volgende landen hun eigen versie van het programma, en kwamen daarvoor naar het fort: Algerije, Argentinië, Armenië, Azerbeidzjan, België, Bulgarije, Canada, Denemarken, Duitsland, Finland, Georgië, Griekenland, Hongarije, Israël, Italië, Libanon, Marokko, Noorwegen, Nederland, Oekraïne, Polen, Roemenië, Rusland, Slowakije, Spanje, Tsjechië, Turkije, Verenigd Koninkrijk, Verenigde Staten, Zuid-Korea, Zweden, en Zwitserland. In 2019 was het eerste Afrikaanse seizoen, dat in 24 Afrikaanse landen werd uitgezonden. Zweden draaide 20 seizoenen op het fort en staat daarmee op de tweede plaats, achter Frankrijk. Op afstand volgen Duitsland en Canada, elk met 10 seizoenen. Merkwaardig is dat het succes van het programma in de twee grootste landen heel verschillend was: Rusland maakte zeven seizoenen op het fort, terwijl de Verenigde Staten niet verder kwam dan één proefaflevering in 1991.
Incidenteel zijn er Franse afleveringen met jeugdige deelnemers gemaakt, maar als seizoen is er alleen een Engels/Amerikaanse versie geweest in 2012, 2013 en 2014. Jongeren uit het Verenigd Koninkrijk en de Verenigde Staten namen het tegen elkaar op in afleveringen van 22 minuten. De naam was "Fort Boyard Ultimate Challenge". Het laatste jaar deden er geen Amerikanen mee. Er zijn dus toch Amerikanen enkele keren op het fort geweest, maar bijna alleen buiten de 'reguliere' seizoenen met volwassenen.

## Achter de schermen
Niet alle 66 cellen worden voor opdrachten gebruikt. Want er zijn er diverse nodig voor andere functies. In het programma komen zij niet in beeld. Tijdens de opname-maanden is het fort "een stad op zich": er zijn 120 tot 150 mensen aanwezig, en vele voorzieningen:
- Opnamecontrolekamers (eindproductie vindt plaats in Parijs);
- Ziekenboeg: er is constant een arts aanwezig, die desnoods een helikopter kan oproepen;
- Professionele keuken;
- Eetzalen;
- Cellen voor het kleden, visagie en haarverzorging van de deelnemers en de personages;
- Générale regie ("hoofdkwartier");
- Artistiek productieburo;
- Audiovisuele ruimte;
- Sanitair, met ontziltingssysteem voor zeewater;
- Verblijf van de nachtwaker;
- Speciale effecten ruimte;
- Ruimtes voor de decorbouwers;
- Dierenverblijf;
- Elektriciteitsruimtes.

## Trivia
- De productie schat dat Passe-Partout per seizoen 90 km te voet aflegt op het fort. En dat zijn dan nog alleen de Franse afleveringen.
- Na 30 jaar is het programma nog steeds zo populair, dat er een aantal "spin-offs" gemaakt zijn:

- Boyard Land, ook een spelprogramma met opdrachten, maar dan op het land, altijd in het donker, en in de stijl van een kermis van 100 jaar geleden. Er zijn twee seizoenen gemaakt. Ook hier was Olivier Minne de presentator. 
- Er zijn tal van miniatuur modellen gemaakt en te koop van het fort. Eén staat in het water in parc France Miniature. Het is veel te klein om er in te gaan, maar elders in het park kan je wel enige opdrachten zelf uitvoeren.
- In 2022 opende een attractie in Bretigny-sur-Orge waar de bezoeker het spel grotendeels kan naspelen; later kwam er een vestiging in Montpellier bij; en in 2023 opende de 3e locatie, in Velizy.
- Een andere op het spel gebaseerde attractie die in 2015 voor het eerst opende in Zweden en sindsdien in veel andere landen is te vinden, waaronder ook Nederland is te vinden is Prison Island. Dit is een op Fort Boyard gebaseerde escaperoom, waarbij spelers in teams in cellen opdrachten dienen te spelen. In plaats van sleutels verdienen ze hierbij punten. Daarnaast moeten ze binnen een bepaalde tijd ontsnappen.

## Bron
- Fan-fortboyard.fr